# Église Saint-Amé de Liévin
L'église Saint-Amé est une des églises catholiques de la ville de Liévin dans le Pas-de-Calais. Elle est fameuse depuis 2008 pour sa série de vitraux modernes figuratifs qui évoquent la vie des mineurs de Liévin qui travaillaient pour la Compagnie des mines de Lens. L'église dépend de la paroisse Sainte-Thérèse-en-Liévinois du diocèse d'Arras.

## Histoire
Une première église est construite en 1875 et consacrée à saint Amé, patron d'Amé Tilloy, fondateur de la Compagnie des mines de Lens qui fait bâtir la cité minière, ses infrastructures et l'église. Celle-ci dessert les ouvriers et leurs familles de la fosse no 3, ou fosse Saint-Amé, établie en 1858 et en service en 1860. L'église est détruite par les obus de la guerre de 1914-1918. L'église actuelle est construite place du Triage en 1934-1935, tout près de la fosse no 3 bis. Elle est cédée à la municipalité dans les années 1980. L'église se visite les mercredis et samedis après-midi et, en dehors de ces visites, elle n'est ouverte que pour les célébrations liturgiques.

## Description
L'église vaste et claire en briques et ciment, d'architecture néo-romane, est en forme de croix latine dont le transept est à peine esquissé. Elle est orientée au Nord. La façade est surmontée d'un clocher dans le style régional, lui-même coiffé d'une haute flèche d'ardoises.
À l'origine, les fenêtres étaient éclairées par de simples baies vitrées transparentes en verre cathédrale, puis dans les années 1980 elles ont été recouvertes de polyester coloré; ce n'est qu'en 2008 que la municipalité a fait appel à l'artiste cambraisienne Judith Debruyn. Elle a mis quatre ans de travail pour poser des vitraux fort colorés qui évoquent la vie et la catastrophe minière survenue le 27 décembre 1974 à Liévin et qui fit quarante-deux victimes d'un coup de grisou. Une sculpture du Britannique Raymond Mason rend également hommage aux mineurs.
Les vitraux sont au nombre de trente-et-un. Ils ont été inaugurés le jour de la Sainte Barbe (patronne des mineurs), le 4 décembre 2013.